# Pablo Soda
José Pablo Soda (Jesús María, Córdoba, 21 de octubre de 1994) es un futbolista argentino, que actualmente se encuentra en las filas del Sportivo Estudiantes en la Torneo Argentino A. Se desempeña en la posición de extremo, segunda punta o centrodelantero.

## Trayectoria
Fue promovido desde los equipos juveniles de Instituto de Córdoba al equipo superior profesional por Frank Darío Kudelka en febrero de 2013.
En julio de 2017 fue cedido al Deportes Antofagasta de la Liga de Primera de Chile, y en enero de 2018 se incorporó al Rangers, que en ese momento militaba en la Liga de Ascenso.
Vencido el plazo de préstamo, regresó a Instituto a fines de 2018, pero, sin lugar en el equipo, su siguiente destino fue el Monagas SC, con el que disputaría la temporada 2019 de la Primera División de Venezuela y la Copa Sudamericana 2019.
La última cesión que concretó Instituto antes del vencimiento definitivo de su contrato, fue al Sportivo Las Parejas, que necesitaba un delantero para reforzarse de cara al Torneo Federal A.

## Clubes
| Club                     | País      | Año           | PJ | Goles |
| ------------------------ | --------- | ------------- | -- | ----- |
| Instituto de Córdoba     | Argentina | 2013 - 2017   | 71 | 7     |
| Deportes Antofagasta     | Chile     | 2017          | 14 | 2     |
| Rangers                  | Chile     | 2018          | 18 | 1     |
| Monagas SC               | Venezuela | 2019          | 30 | 9     |
| Sportivo Las Parejas     | Argentina | 2020          | 8  | 0     |
| Almopos Aridea           | Grecia    | 2020          | 0  | 0     |
| Olimpo de Bahía Blanca   | Argentina | 2021          | 26 | 3     |
| Deportivo Merlo          | Argentina | 2022          | 35 | 6     |
| Olancho FC               | Honduras  | 2023          | 23 | 2     |
| Sarmiento de Resistencia | Argentina | 2024          | 14 | 3     |
| Jorge Newbery            | Argentina | 2024          |    |       |
| Estudiantes de San Luis  | Argentina | 2025-presente |    |       |